# Jesus College (Cambridge)
Jesus College ved University of Cambridge blev grundlagt i 1496 af John Alcock, daværende biskop af Ely. Institutionen overtog bygningerne fra et benediktinsk nonnekloster. Historien fortæller at klosteret blev lavet om til et kollegium fordi klosteret havde fået et rygte for promiskuitet.
Lærestedets fuldstændige navn er "The College of the Blessed Virgin Mary, Saint John the Evangelist and the glorious Virgin Saint Radegund, near Cambridge". Den korte form, "Jesus College", kommer fra navnet på kapellet, Jesus Chapel. Kapellet blev grundlagt i begyndelsen af 1000'erne, og er den ældste universitetsbygning i Cambridge som stadig er i brug.